# Mohammed Berrada
Mohammed Berrada (Rabat, 1938) és un novel·lista, crític literari i traductor d'àrab marroquí.
És considerat com un dels principals escriptors moderns del Marroc. Del 1976 al 1983 Berrada va ser president de la Unió d'Escriptors Marroquins, i és professor de literatura àrab a la Facultat de Lletres de la Universitat Mohammed V de Rabat, així com membre del consell científic de la revista literària magrebina Prologue. Mohammed Berrada pertany a un corrent literari que experimenta amb noves tècniques d'escriptura, anomenats per la crítica marroquina com “attajrib” - experiment. Segons aquest corrent, el text no segueix l'estructura típica d'una novel·la, sinó que utilitza imatges, reflexions, retrats, escenes, etc. Pel que fa a la llengua, recorren sovint als dialectes, com el fassi (de la ciutat de Fes), als jocs de paraules i a les metàfores.

## Obres
- Comme un été qui ne reviendra plus
- Le sexe au Maroc
- Lumière fuyante
- Le Jeu de l'oubli
- Al-Daw al-harīb (fleeting light) (1993) : The relation between a painter and two women of different generations, the mother and the daughter. traduït a l'anglès Fugitive Light (2002) by Issa J. Boullata.
- Dirāsāt fī al-qiṣṣah al-ʻArabiyah : Waqāʼiʻ nadwat Miknās (Bayrūt : Muʼassasat al-Abḥāth al-ʻArabiyah, 1986.)
- Le théâtre au Maroc : tradition, expérimentation et perspectives (Presses Universitaires du Septentrion, 1998) .
- L'ubat al-Nisyan (the game of forgetting) (Rabat: Dar al-Aman, 1986.): the story of an intellectual about his life, from his childhood to adulthood in Morocco in the middle of the 20th century. Translated into English as The Game of Forgetting (1996) by Issa J. Boullata.
- Like a summer that will not come back (Sinbad, 2001) Memòries de l'estiu de 1956 quan l'autor estudiava al Caire.
- Imraʼat al-nisyān : riwāyah (Casablanca: Nashr al-Fanak, 2001.)
- Faḍāʼāt riwāʼīyah (Rabat: Wizārat al-Thaqāfah, 2003.)
- Siyāqāt thaqāfīyah : mawāqif, mudākhalāt, marāfi (Rabat: Wizārat al-Thaqāfah, 2003.)